# Noelle Quinn
Noelle Monique Quinn (ur. 3 stycznia 1985 w Los Angeles) – amerykańska koszykarka występująca na pozycjach rozgrywającej lub rzucającej, posiadająca także bułgarskie obywatelstwo, reprezentantka tego kraju, po zakończeniu kariery zawodniczej trenerka koszykarska, obecnie trenerka Seattle Storm.
8 stycznia 2015 podpisała umowę z Artego Bydgoszcz.
30 maja 2021 została trenerką Seattle Storm.

## Osiągnięcia
Na podstawie, o ile nie zaznaczono inaczej.

### Zawodnicze

#### NCAA
- Uczestniczka turnieju NCAA (2004, 2006)
- Mistrzyni turnieju konferencji Pac-10 (2006)
- Najlepsza pierwszoroczna zawodniczka Pac-10 (2004)
- Wybrana do:
  - I składu:
    - Pac-10 (2004, 2007)
    - turnieju Pac-10 (2006, 2007)
    - najlepszych pierwszorocznych zawodniczek konferencji Pac-10 (2004)
    - Young All-American Team (2004 przez GBallMag.com)
    - WBCA/Kodak All-Region 8 (2007)
    - Academic All-District 8 (2006)

  - II składu All-American (2006 Women's Basketball News Service)
  - III składu CoSIDA/ESPN (2007)
  - honorable mention:
    - All-American (2006 przez Associated Press, 2007 przez Associated Press, WBCA/Kodak)
    - Pac 10 (2005)
    - Academic Pac 10 (2006)

#### WNBA
- Mistrzyni WNBA (2018)

#### Inne
Drużynowe
- Mistrzyni:
  - Euroligi (2009)
  - Korei Południowej (2014)[6]
- Wicemistrzyni:
  - Euroligi (2011)
  - Polski (2015)
  - Rosji (2009, 2011)
- Zdobywczyni Superpucharu Europy FIBA (2010)
- Finalistka pucharu Rosji (2009, 2015)

Indywidualne
(* – nagrody przyznane przez portal asia-basket.com)
- MVP Superpucharu Europy FIBA (2010)
- Zaliczona do składu honorable mention ligi południowokoreańskiej (2014)*[6]

#### Reprezentacja
- Uczestniczka kwalifikacji do Eurobasketu (2009, 2017)

### Trenerskie
- Mistrzostwo WNBA (2020 jako asystentka trenera)[7]
- Uczestniczka igrzysk olimpijskich z żeńską kadrą Kanady jako asystentka trenera (2024 – 11. miejsce)[8]